# Боррель, Амедей
Амеде́й Борре́ль (фр. Amédée Borrel; 1 августа 1867[…], Cazouls-lès-Béziers — 15 сентября 1936, Cazouls-lès-Béziers) — французский медик и бактериолог.

## Биография
Боррель изучал естественные науки в университете Монпелье и в 1890 году получил там учёную степень кандидата наук.
С 1892 по 1895 годы работал в лаборатории Мечникова (1845—1916) в Институте Пастера в Париже. Он занимался исследованием туберкулёза и совместно с Александром Йерсеном (1863—1943) и Альбером Кальметтом (1863—1933) работал над созданием вакцины против бубонной чумы.
Во время Первой мировой войны Боррель разработал один из самых первых известных противогазов. В 1919 году он принял кафедру бактериологии в Университете Страсбурга.
Он исследовал среди прочего вызванные бактериями эпизоотии, а также механизмы передачи и возможности терапии вирусных раковых заболеваний.

## Почести
Именем учёного назван род бактерий Borrelia (боррелия).